# Capo di stato maggiore dell'Aeronautica degli Stati Uniti

Stemma del Capo di Stato Maggiore dell’Aeronautica degli Stati Uniti

Il capo di stato maggiore dell’Aeronautica degli Stati Uniti (inglese: Chief of Staff of the Air Force) (CSAF o AF/CC) è uno statutory office (concetto assimilabile ad una carica istituzionale) presieduto da un generale a quattro stelle all'United States Air Force (USAF – l'aeronautica militare degli Stati Uniti d'America) che in questo modo rappresenta l'ufficiale di comando più elevato all'interno del dipartimento dell'aeronautica. 
È membro dello stato maggiore congiunto (Joint Chiefs of Staff) e funge da consigliere militare al Consiglio per la Sicurezza Nazionale, al Segretario della Difesa e al Presidente. Salvo quando il Capo dello stato maggiore congiunto e/o il suo vice sono ufficiali dell'aeronautica, è la più alta qualifica militare dell'USAF. L'ufficio è sito al Pentagono e, anche se non ha l'autorità di comando per quel che riguarda le operazioni militari (di cui si occupa l'Unified Combatant Command) supervisiona comunque l'operato delle unità e l'organizzazione dell'USAF così come indicatogli dal Segretario dell'aeronautica.

## Responsabilità

### Dipartimento dell'aeronautica
Posto alle dipendenze del Segretario all'aeronautica, il Chief of Staff of the Air Force presiede l'Air Staff (uno dei due quartier generali del dipartimento dell'aeronautica, l'altro è quello del Segretario), dispone della messa in pratica di quanto approvato dal segretario e supervisiona, di concerto con il comandante dell'Unified Combatant Command, l'operato delle unità e l'organizzazione dell'USAF così come indicatogli dal Segretario all'aeronautica. Oltre a ciò, al CSAF può essere richiesto anche di svolgere particolari compiti direttamente dal Presidente, dal Segretario all'aeronautica o dal Segretario della Difesa.
Il Vice Chief of Staff of the United States Air Force, anch'esso un generale a quattro stelle, è il principale rappresentante del CSAF.

### Membro dello stato maggiore congiunto
Come indicato dal titolo 10 dell'United States Code, il CSAF è membro dello stato maggiore congiunto (Joint Chiefs of Staff), in qual caso riferisce direttamente al Segretario della Difesa e, come gli altri membri, occupa una posizione prettamente amministrativa senza autorità operativa sull'USAF.

## Nomina e grado
Il CSAF viene nominato tale dal Presidente e necessita dell'approvazione tramite sistema maggioritario del Senato, guadagnando automaticamente il grado di generale a quattro stelle.
Al CSAF, così come all'ufficiale dell'aeronautica scelto per guidare lo stato maggiore congiunto o per farne il vice-capo, è permesso anche indossare uno speciale cappello rigido contornato da nuvole e fulmini.

## Lista dei Chief of Staff of the Air Force
Prima della creazione della posizione del Chief of Staff of the United States Air Force il generale Henry H. Arnold fu Chief of the Army Air Forces e comandante generale dell'Army Air Forces nel corso della seconda guerra mondiale.
| Nº      | Immagine | Nome e cognome       | Estremi temporali | Estremi temporali | Estremi temporali | Esperienze primarie                  | Alle dipendenze dei segretari:                            | Alle dipendenze dei segretari:                                                         |
| Nº      | Immagine | Nome e cognome       | Inizio            | Fine              | Durata (giorni)   | Esperienze primarie                  | Aeronautica                                               | Difesa                                                                                 |
| ------- | -------- | -------------------- | ----------------- | ----------------- | ----------------- | ------------------------------------ | --------------------------------------------------------- | -------------------------------------------------------------------------------------- |
| 1       |          | Carl A. Spaatz       | 26 settembre 1947 | 29 aprile 1948    | 216               | Pilota di caccia                     | Stuart Symington                                          | James Forrestal                                                                        |
| 2       |          | Hoyt S. Vandenberg   | 30 aprile 1948    | 29 giugno 1953    | 1887              | Pilota di caccia e cacciabombardieri | Stuart Symington Thomas K. Finletter Harold E. Talbott    | James Forrestal Louis A. Johnson George C. Marshall Robert A. Lovett Charles E. Wilson |
| 3       |          | Nathan F. Twining*   | 30 giugno 1953    | 30 giugno 1957    | 1461              | Pilota di caccia e bombardieri       | Harold E. Talbott Donald A. Quarles James H. Douglas, Jr. | Charles E. Wilson                                                                      |
| 4       |          | Thomas D. White      | 1º luglio 1957    | 30 giugno 1961    | 1460              | Staff                                | James H. Douglas, Jr. Dudley C. Sharp Eugene M. Zuckert   | Charles E. Wilson Neil H. McElroy Thomas S. Gates Robert S. McNamara                   |
| 5       |          | Curtis E. LeMay      | 30 giugno 1961    | 31 gennaio 1965   | 1311              | Pilota di bombardieri                | Eugene M. Zuckert                                         | Robert S. McNamara                                                                     |
| 6       |          | John P. McConnell    | 1º febbraio 1965  | 31 luglio 1969    | 1641              | Pilota di caccia                     | Eugene M. Zuckert Harold Brown Robert C. Seamans, Jr.     | Robert S. McNamara Clark M. Clifford Melvin R. Laird                                   |
| 7       |          | John D. Ryan         | 1º agosto 1969    | 31 luglio 1973    | 1460              | Pilota di bombardieri                | Robert C. Seamans, Jr. John L. McLucas                    | Melvin R. Laird Elliot Richardson James R. Schlesinger                                 |
| 8       |          | George S. Brown*     | 1º agosto 1973    | 30 giugno 1974    | 333               | Pilota di bombardieri                | John L. McLucas                                           | James R. Schlesinger                                                                   |
| 9       |          | David C. Jones*      | 1º luglio 1974    | 20 giugno 1978    | 1450              | Pilota di bombardieri                | John L. McLucas Thomas C. Reed John C. Stetson            | James R. Schlesinger Donald H. Rumsfeld Harold Brown                                   |
| 10      |          | Lew Allen Jr.        | 1º luglio 1978    | 30 giugno 1982    | 1460              | Pilota di bombardieri                | John C. Stetson Hans Mark Verne Orr                       | Harold Brown Caspar Weinberger                                                         |
| 11      |          | Charles A. Gabriel   | 1º luglio 1982    | 30 giugno 1986    | 1460              | Pilota di caccia                     | Verne Orr Russell A. Rourke Edward C. Aldridge Jr.        | Caspar Weinberger                                                                      |
| 12      |          | Larry D. Welch       | 1º luglio 1986    | 30 giugno 1990    | 1460              | Pilota di caccia                     | Edward C. Aldridge Jr. Donald B. Rice                     | Caspar Weinberger Frank Carlucci Dick Cheney                                           |
| 13      |          | Michael J. Dugan     | 1º luglio 1990    | 17 settembre 1990 | 78                | Pilota di caccia                     | Donald B. Rice                                            | Dick Cheney                                                                            |
| Interim |          | John M. Loh          | 18 settembre 1990 | 29 ottobre 1990   | 41                | Pilota di caccia                     | Donald B. Rice                                            | Dick Cheney                                                                            |
| 14      |          | Merrill A. McPeak    | 30 ottobre 1990   | 25 ottobre 1994   | 1456              | Pilota di caccia                     | Donald B. Rice Sheila E. Widnall                          | Dick Cheney Les Aspin William J. Perry                                                 |
| 15      |          | Ronald R. Fogleman   | 26 ottobre 1994   | 1º settembre 1997 | 1041              | Pilota di caccia                     | Sheila E. Widnall                                         | William J. Perry William S. Cohen                                                      |
| Interim |          | Ralph E. Eberhart    | 2 settembre 1997  | 5 ottobre 1997    | 33                | Pilota di caccia                     | Sheila E. Widnall                                         | William S. Cohen                                                                       |
| 16      |          | Michael E. Ryan      | 6 ottobre 1997    | 5 settembre 2001  | 1430              | Pilota di caccia                     | Sheila E. Widnall F. Whitten Peters James G. Roche        | William S. Cohen Donald H. Rumsfeld                                                    |
| 17      |          | John P. Jumper       | 6 settembre 2001  | 2 settembre 2005  | 1457              | Pilota di caccia                     | James G. Roche                                            | Donald H. Rumsfeld                                                                     |
| 18      |          | T. Michael Moseley   | 2 settembre 2005  | 12 luglio 2008    | 1044              | Pilota di caccia                     | Michael Wynne                                             | Donald H. Rumsfeld Robert M. Gates                                                     |
| Interim |          | Duncan J. McNabb     | 12 luglio 2008    | 12 agosto 2008    | 31                | Pilota di aerei da trasporto         | Michael B. Donley                                         | Robert M. Gates                                                                        |
| 19      |          | Norton A. Schwartz   | 12 agosto 2008    | 10 agosto 2012    | 1459              | Pilota di aerei da trasporto         | Michael B. Donley                                         | Robert M. Gates Leon Panetta                                                           |
| 20      |          | Mark Welsh           | 10 agosto 2012    | 24 giugno 2016    | 1414              | Pilota di caccia e cacciabombardieri | Michael B. Donley                                         | Leon Panetta Chuck Hagel Ashton Carter                                                 |
| 21      |          | David L. Goldfein    | 1 luglio 2016     | 6 agosto 2020     | 1497              | Pilota di bombardieri                | Deborah Lee James                                         | Ashton Carter                                                                          |
| 22      |          | Charles Q. Brown Jr. | 6 agosto 2020     | 29 settembre 2023 | 1683              | Pilota di caccia                     | John P. RothFrank Kendall III                             | Mark EsperLloyd Austin                                                                 |

*tre CSAF diventarono in seguito la capi dello stato maggiore congiunto:
- Twining – dall'agosto 1957 al settembre 1960;
- Brown – dal luglio 1974 al giugno 1978;
- Jones – dal giugno 1978 al giugno 1982.

Un quarto Capo dello stato maggiore congiunto, generale Richard B. Myers, non fu invece Chief of Staff of the Air Force. McPeak è stato l'unico CSAF a ricoprire ad interim la posizione di Segretario dell'aeronautica (dal 14 luglio al 5 agosto 1993, prima di Sheila Widnall).